# Club Deportivo Aurora
El Club Deportivo Aurora, más conocido simplemente como Aurora, es un club de fútbol de la ciudad de Cochabamba, Bolivia. Fue fundado el 27 de mayo de 1935 por un grupo de jóvenes estudiantes, liderados por Juan Cerruti. Actualmente juega en la Primera División de Bolivia.
Es uno de los clubes con mayor trádicion y trayectoria en el fútbol boliviano, fue fundador de la Liga del Fútbol Profesional Boliviano en 1977.
A nivel nacional cuenta con 2 campeonatos de liga de primera división (1963 y 2008), ocupando el séptimo lugar en el palmarés histórico de la primera división boliviana, y fue 5 veces subcampeón nacional (1957, 1960, 1961, 1964 y 2004).
A nivel internacional, cuenta con seis participaciones internacionales en torneos oficiales organizados por la Confederación Sudamericana de Fútbol. En 1964 debutó en la Copa Libertadores de América y se convirtió en el tercer club boliviano en participar en dicha competición. Desde entonces, ha participado del torneo en dos ocasiones. Además, cuenta con cuatro participaciones en Copa Sudamericana, siendo su mejor participación la edición 2011, en donde llegó a los octavos de final.
Sufrió 2 descensos a lo largo de su historia: el primero en 1988 y el segundo en 2014. En 2018 retornó a la máxima categoría del fútbol boliviano luego de cuatro años.
Su clásico e histórico rival es Jorge Wilstermann, con el cual disputa el clásico cochabambino en el Estadio Félix Capriles.

## Historia

### Fundación
El Club Aurora se fundó el 27 de mayo de 1935, por un grupo de alumnos del colegio Instituto Americano que se reunieron en inmediaciones de su centro educativo situado en ese entonces en la plaza Colón, antiguamente denominada “La Alameda” donde actualmente funcionan oficinas municipales. Su nombre se debe al firmamento de aquel día. El primer directorio del Club Aurora fue presidido por Juan Cerruti, lo acompañó como secretario general René Ruiz; tesorero, Humberto Ferrel Lobo; delegados, Alberto Camacho y Walter Ferrel de la Fuente; presidentes honorarios, Timoteo Ferrel de la Fuente, Jacobo Meyer, Israel Ferzt y Juan Iriarte.
Como Reina del Club fue elegida la Srta. Lidia Gueiler Tejada quien luego llegó a desempeñar la Presidencia de la República, convirtiéndose en la primera presidenta mujer de Bolivia.

### Reseña deportiva
En el año 1963 consiguió su primer Campeonato Nacional, y en consecuencia participó en la Copa Libertadores de América de 1964 frente a Nacional de Uruguay y Cerro Porteño del Paraguay con una destacada actuación del portero José Issa, recordado como la “araña negra”.
Luego de la creación de la Liga Profesional (1977), Aurora se mantuvo en la máxima categoría hasta el año 1988, cuando descendió y debió participar en la Asociación de Fútbol Cochabamba.

### El retorno tras 14 años
Catorce años le llevó al club retornar a la Primera División del Fútbol Boliviano, consiguiéndolo finalmente el año 2002, al consagrarse Campeón de la Copa Simón Bolívar, después de vencer al equipo de Fancesa de Sucre.
Aurora a poco tiempo de retornar a la Liga de Fútbol Profesional Boliviano, consiguió el subcampeonato del Torneo Apertura 2004, lo cual le dio derecho a su primera participaron en la Copa Sudamericana 2004, y que disputó frente al Club Bolívar.

### La segunda estrella y las participaciones internacionales (2008-2014)
En el año 2008 fue Campeón del Torneo Clausura de la Liga de Fútbol Profesional Boliviano
, consiguiendo de esta forma su primer Campeonato Liguero y su segundo Campeonato Nacional en la historia del club.
El Campeonato Nacional obtenido el año 2008 le dio el derecho a participar en la Copa Libertadores de América de 2009, enfrentándose al Boyacá Chicó, la Universidad de Chile y al Grêmio de Porto Alegre, quedando eliminado en primera fase tras perder todos sus partidos.
El "Equipo del Pueblo" el año 2010, logró obtener el 3° lugar en los dos campeonatos de la Liga de Fútbol Profesional Boliviano que fueron el Torneo Apertura y el Torneo Clausura, por lo tanto, consiguió nuevamente por mérito propio la clasificación a la Copa Sudamericana 2011 como Bolivia 1.
En el año 2011 tuvo una gran participación en la Copa Sudamericana, al obtener la plaza como Bolivia 1 se encontraba clasificado para jugar la segunda fase del torneo contra el Nacional de Paraguay. El primer partido se jugó en el Estadio Defensores del Chaco de Asunción, teniendo un resultado de 1-1. El partido de vuelta jugado en la ciudad de Cochabamba, terminó con un marcador de 5-2, siendo uno de los mejores partidos de 2.ª fase de la Copa Sudamericana de ese año.
Clasificó a octavos de final, y se enfrentó como dueño de casa al Vasco da Gama de Brasil, con un lleno total del estadio Félix Capriles y luego de un juego muy aguerrido logró obtener la victoria por un marcador de 3-1. El partido de vuelta se jugó en Río de Janeiro, Aurora perdió el partido con un marcador en contra de 8-3, finalizando de esta manera su participación.
Aurora se clasificó a la Copa Sudamericana 2012 como Bolivia 3. En la primera fase enfrentó al equipo de Cerro Largo del Uruguay. Aurora jugó el primer partido de local en el Estadio Félix Capriles de Cochabamba, obteniendo una victoria con el resultado de 2-1. El partido de vuelta se jugó en el Estadio Arquitecto Antonio Ubilla de la ciudad de Melo, y que terminó con un empate de 0-0, lo cual le permitió clasificarse a la segunda fase de la Copa Sudamericana 2012. Aurora se enfrentó en la segunda fase de la Copa Sudamericana 2012 al equipo de Deportivo Quito del Ecuador. El primer partido se jugó en el Estadio Olímpico Atahualpa de Quito, el cual terminó con un marcador en contra de 2-1. El partido de vuelta, Aurora jugó de local en el Estadio Félix Capriles de Cochabamba, Aurora perdió el partido con un marcador en contra de 1-3, finalizando de esta manera su participación.
El 11 de junio de 2014 se produce el segundo descenso de su historia, tras caer derrotado luego de tres partidos por el ascenso/descenso indirecto contra Petrolero de Yacuiba. El partido de ida en Villamontes fue empate 1 a 1. El partido de vuelta en Cochabamba fue empate por el mismo marcador. El partido definitorio se jugó en Sucre, que luego del empate también por 1 a 1, Aurora cayó derrotado en los penales 3 a 4 frente a Petrolero.

### Bodas de Diamante
En 2010, bajo la presidencia del Lic. Rodolfo Acevedo, Aurora festejó los 75 años de su fundación en un acto que contó con la presencia del entonces Presidente del Estado Plurinacional de Bolivia. Se hizo la entrega de obras que consistieron en las instalaciones de la sede, el salón de trofeos y la Boutique Celeste. Luego se concluyó el quincho, el restaurante, el alojamiento, la piscina, cancha de césped sintético y otros.
El escritor Fernando Mayorga también hizo entrega del libro "Grita la Hinchada, Grita la Hinchada... ¡Viva el Aurora!", que refleja la historia del club celeste desde su fundación el 27 de mayo de 1935 y a lo largo de sus primeros 75 años de existencia.
El gobernador del departamento de Cochabamba hizo entrega de la "Medalla al Mérito Institucional", instituida por la Gobernación. El Senado nacional impuso la máxima condecoración del Órgano Legislativo al club Aurora, que consiste en la condecoración "Bandera de Oro".

## Símbolos

### Historia y evolución del escudo
El escudo del club inicialmente estaba compuesto por su inicial (A) y era de color blanco. No fue hasta los años 70 que el escudo fue rediseñado con su forma actual.
El escudo actual tiene un soporte de estilo suizo, consiste en los colores celeste y blanco; colores representativos del club, dos estrellas doradas bordadas en la parte superior derecha que corresponden a los títulos nacionales obtenidos por el club en la máxima categoría del fútbol boliviano en 1963 y 2008. Una banda transversal donde se encuentra el nombre del equipo y el año de su fundación (1935) en la parte inferior.
Hasta 2008 es escudo llevaba una estrella y a partir de 2009 el escudo llevá 2 estrellas que representa los campeonatos nacionales obtenidos.

#### Evolución del escudo
|           |           |               |
| 1935-1973 | 1973-2008 | 2009-presente |

### Himno
La canción más representativa del Club Aurora, es la cueca cochabambina ¡Aurora el equipo del pueblo!, la cual es considerada como el himno del club.
| Himno del Club Aurora |
| |
| Este es mi equipo señores del gran Aurora soy hincha, su nombre se ha consagrado por ser equipo del pueblo. Celeste por su gran cielo y blanco por su Tunari, orgullo de Cochabamba es la celeste con blanco. Como el Aurora no hay otro, aunque se vista de gala, grita la hinchada, grita la hinchada ¡¡¡viva el Aurora.!!! Autores: Grupo Los Genios |
| |

## Uniforme

### Evolución del uniforme

#### Titular
| Titular | 2011 | 2012 | 2021 |

#### Visitante
| Visitante | 2011 | 2012 | 2021 |

#### Alternativo
| 2022 |

#### Copas Internacional
| Copa Sudamericana 2015 | Copa Libertadores 2024 |

## Instalaciones

### Estadio
Aurora disputa sus encuentros en condición de local en el Estadio Félix Capriles, de propiedad del Gobierno de Cochabamba y el cual es compartido con Jorge Wilstermann, tiene capacidad para 27 588 espectadores sentados y con una flexibilidad aproximada de 32 000, dicho escenario está ubicado en la zona de Cala Cala, en la ciudad de Cochabamba.
En 1938, comenzó su construcción con el empuje de Félix Capriles Sainz (hombre ligado al deporte y luego a la política como senador de la República), quien definitivamente se constituyó en el impulsor de esta obra.
Inicialmente, en base al diseño del arquitecto José Villavicencio, se construyeron las tribunas de Preferencia y General. En 1944, las empresas Brosovich y Musevich Constructores, concluyeron la obra.
Con motivo de los Juegos Bolivarianos de 1993, entre los años 1991 y 1992, se amplía la capacidad del estadio con la construcción de tribunas en las Curvas Norte y Sur.
En 1996, se remodelarón las 4 tribunas del estadio con miras a la Copa América de 1997 y se mejoró la iluminación de 1000 LUX con 4 torres de 40 reflectores por torre y 26 reflectores ubicados por encima de las cabinas de transmisión de las tribunas de General y Preferencia.
En este estadio, el 31 de marzo de 1963, la Selección de fútbol de Bolivia hizo historia al consagrarse campeón de la Copa América tras derrotar por 5 - 4, en el último partido, a la Selección de fútbol de Brasil.

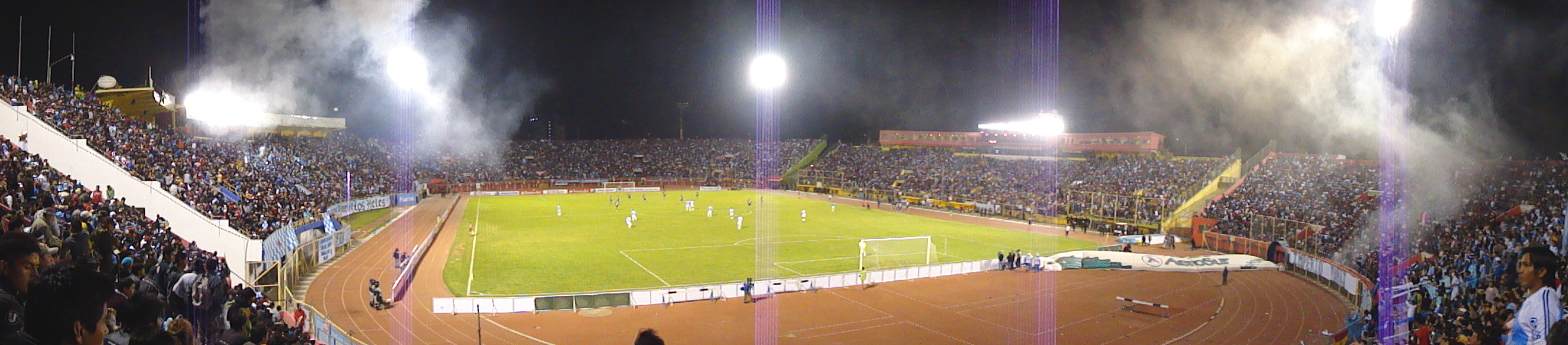
Hinchada del Club Aurora en la Copa Sudamericana 2011 en el Estadio Félix Capriles. (Vista desde la Curva Norte).

### Instalaciones deportivas

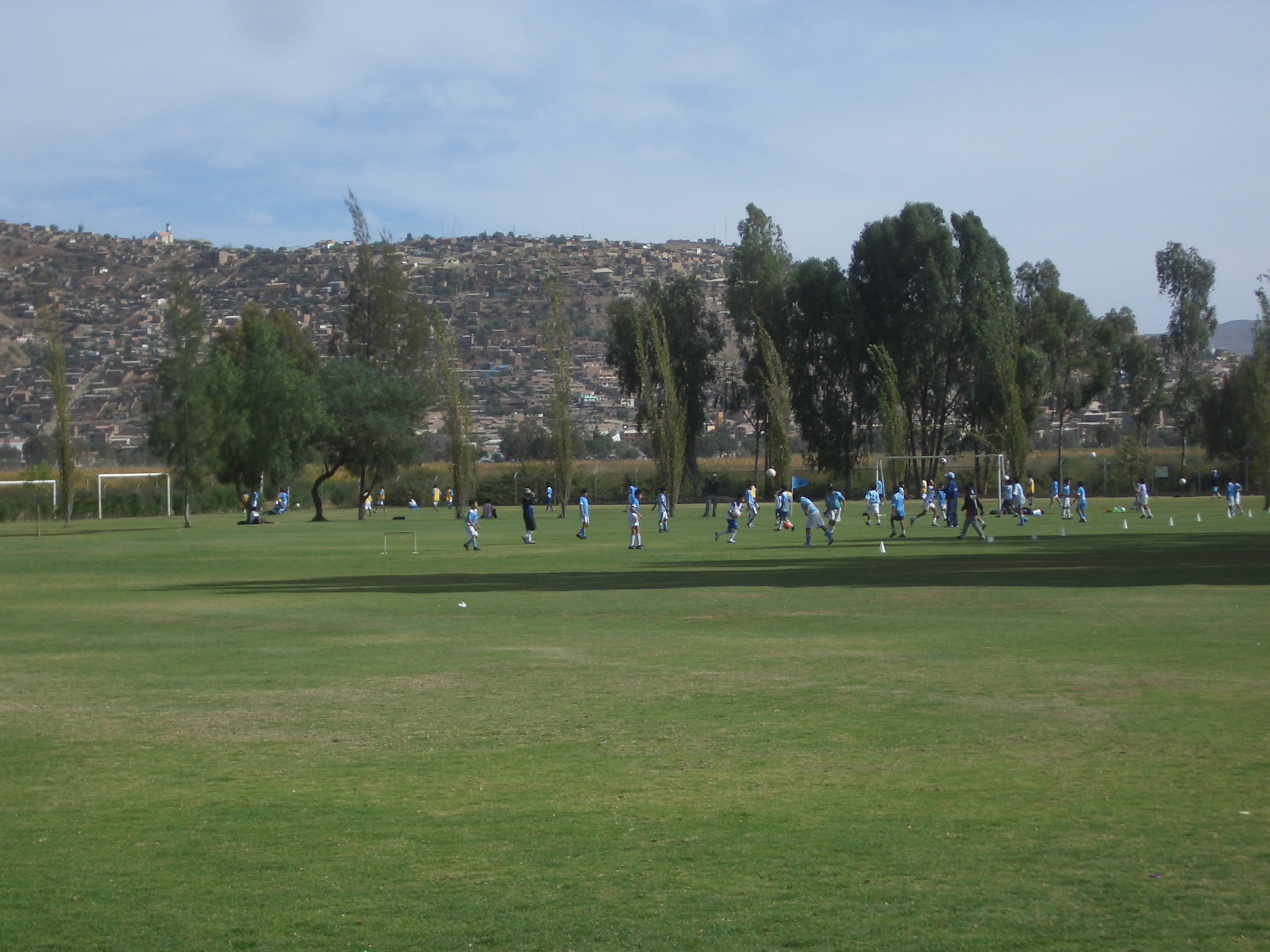
Complejo Deportivo del Club Aurora

El complejo deportivo del Club Aurora se encuentra en la zona sur de Cochabamba, al lado este de la Laguna Alalay. Cuenta con 7 canchas de fútbol: 4 reglamentarias y 3 de fútbol ocho, en las cuales practican el equipo profesional y las divisiones inferiores.
Desde 2009 el complejo también cuenta con una cancha reglamentaria de fútbol de playa, la primera en Bolivia, que fue construida con el auspicio del Fondo Interamericano de Desarrollo. Además cuenta con otras dependencias como el gimnasio, snack, camarines, y la Boutique Celeste. Las dependencias administrativas y el gabinete médico también se encuentran al interior del mismo complejo. Este complejo deportivo se constituye en uno de los mejores del país.
El estadio del Club Aurora se halla en su complejo deportivo en la zona este de la Laguna Alalay, dentro los predios cedidos al club en comodato, y lleva su nombre en honor al expresidente del club Jaime Cavero que entregó parte de su vida al equipo del pueblo.
Fue inaugurado el domingo 12 de abril de 2015 aunque no se trata de una construcción de cemento, la infraestructura consta de graderías para albergar a tres mil personas, enmallado de la cancha y césped con las medidas reglamentarias. Forma parte de un completo complejo deportivo para Cochabamba, impulsado por el presidente del Club Aurora, Bernardo Pavisic Antezana.
En este escenario Aurora disputó sus partidos por el ascenso.

## Datos del club

### Estadísticas
- Puesto en la clasificación histórica de la Primera División 9.º (desde 1977).
- Temporadas en Primera División: 56 (1955-1961, 1963-1964, 1966, 1971, 1973-1988; Apertura 2003-Clausura 2014; Apertura 2018-Presente).
- Mayores goleadas a favor
  - En Primera División:
    - 8 - 1 vs. Real Santa Cruz (8 de junio de 1980).
    - 8 - 1 vs. Municipal Potosí (25 de octubre de 1987).
    - 7 - 1 vs. Stormers (13 de julio de 1980).
    - 7 - 1 vs. Deportivo Municipal (30 de diciembre de 1985).
    - 7 - 1 vs. Real Santa Cruz (30 de noviembre de 2024).

  - En torneos internacionales:
    - 5 - 2 vs.  Nacional (20 de septiembre de 2011 por la Copa Sudamericana 2011).
    - 3 - 1 vs.  Vasco da Gama (5 de octubre de 2011 por la Copa Sudamericana 2011).
- Mayores goleadas en contra
  - En Primera División:
    - 0 - 8 vs. Royal Pari (11 de marzo de 2021).
    - 1 - 8 vs. Bolívar (27 de enero de 1988).

  - En torneos internacionales:
    - 3 - 8 vs.  Vasco da Gama (26 de octubre de 2011 por la Copa Sudamericana 2011).
    - 0 - 7 vs.  Cerro Porteño (17 de mayo de 1964 por la Copa Libertadores 1964).
- Primer partido en LFPB: 0 - 1 contra Bata (22 de septiembre de 1977).
- Primer partido en torneos internacionales: 1 - 1 contra  Cerro Porteño (12 de abril de 1964) por la Copa Libertadores 1964).
- Jugador con más partidos disputados: Ivan Huayhuata (268 partidos oficiales).
- Jugador con más goles: Jair Reinoso (65 goles en competiciones oficiales).
- Jugador con más goles en torneos internacionales: Augusto Andaveris: (3 goles).

#### Participaciones internacionales
| Torneo                           | Ediciones                      |
| -------------------------------- | ------------------------------ |
| Copa Libertadores de América (3) | 1964, 2009 y 2024.             |
| Copa Sudamericana (5)            | 2004, 2011, 2012, 2015 y 2025. |

### Por temporada
| Copa Libertadores                 | Copa Libertadores | Copa Libertadores | Copa Libertadores | Copa Libertadores | Copa Libertadores | Copa Libertadores | Copa Libertadores | Copa Libertadores                                | Copa Libertadores |
| Año                               | Desempeño         | PJ                | PG                | PE                | PP                | GF                | GC                | Goleador(es)                                     |                   |
| --------------------------------- | ----------------- | ----------------- | ----------------- | ----------------- | ----------------- | ----------------- | ----------------- | ------------------------------------------------ | ----------------- |
| Copa de Campeones de América 1964 | Fase de grupos    | 4                 | 0                 | 1                 | 3                 | 2                 | 14                | Jaime Herbas y Ausberto García: 1                |                   |
| Copa Libertadores 2009            | Fase de grupos    | 6                 | 0                 | 0                 | 6                 | 3                 | 15                | Derlis Paredes: 2                                |                   |
| Copa Libertadores 2024            | Segunda fase      | 4                 | 1                 | 2                 | 1                 | 3                 | 8                 | Martín Alaniz, Oswaldo Blanco y Darío Torrico: 1 |                   |
| Total                             |                   | 14                | 1                 | 3                 | 10                | 8                 | 37                | Derlis Paredes: 2                                |                   |

| Copa Sudamericana      | Copa Sudamericana | Copa Sudamericana | Copa Sudamericana | Copa Sudamericana | Copa Sudamericana | Copa Sudamericana | Copa Sudamericana | Copa Sudamericana                                                        | Copa Sudamericana |
| Año                    | Desempeño         | PJ                | PG                | PE                | PP                | GF                | GC                | Goleador(es)                                                             |                   |
| ---------------------- | ----------------- | ----------------- | ----------------- | ----------------- | ----------------- | ----------------- | ----------------- | ------------------------------------------------------------------------ | ----------------- |
| Copa Sudamericana 2004 | Segunda fase      | 2                 | 0                 | 0                 | 2                 | 2                 | 5                 | Juan Sánchez y Gustavo Romanello: 1                                      |                   |
| Copa Sudamericana 2011 | Octavos de final  | 4                 | 2                 | 1                 | 1                 | 12                | 12                | Augusto Andaveris: 3                                                     |                   |
| Copa Sudamericana 2012 | Segunda fase      | 4                 | 1                 | 1                 | 2                 | 4                 | 6                 | Charles da Silva, Pablo Olmedo, Vladimir Castellón y Ronald Rodríguez: 1 |                   |
| Copa Sudamericana 2015 | Primera fase      | 2                 | 0                 | 0                 | 2                 | 2                 | 7                 | Rodrigo Borda y Cristián Banguera: 1                                     |                   |
| Total                  |                   | 12                | 3                 | 2                 | 7                 | 20                | 30                | Augusto Andaveris: 3                                                     |                   |

### Participación en Primera División (1955-presente)
| \| Torneo Integrado 1955 \| 11.º \| \| Torneo Integrado 1956 \| 8.º \| \| Torneo Integrado 1957 \| Subcampeón \| \| Torneo Integrado 1958 \| 4.º \| \| Torneo Integrado 1959 \| 4.º \| \| Torneo Mayor de la República 1960 \| Subcampeón \| \| Torneo Mayor de la República 1961 \| Subcampeón \| \| Torneo Mayor de la República 1963 \| Campeón \| \| Copa Simón Bolívar 1964 \| Subcampeón \| \| Copa Simón Bolívar 1966 \| 8.º \| \| Copa Simón Bolívar 1971 \| 6.º \| \| Copa Simón Bolívar 1973 \| 6.º \| \| Copa Simón Bolívar 1974 \| 5.º \| \| Copa Simón Bolívar 1975 \| 7.º \| \| Copa Simón Bolívar 1976 \| 6.º \| \| Liga Profesional 1977 \| Primera fase \| \| Liga Profesional 1978 \| Primera fase \| \| Liga Profesional 1979 \| Primera fase \| \| Liga Profesional 1980 \| 11.º \| \| Liga Profesional 1981 \| Primera fase \| \| Liga Profesional 1982 \| Primera fase \| \| Liga Profesional 1983 \| Segunda fase \| \| Liga Profesional 1984 \| Primera fase \| \| Liga Profesional 1985 \| Primera fase \| \| Liga Profesional 1986 \| 8.º \| \| Liga Profesional 1987 \| Primera fase \| \| Liga Profesional 1988 \| 13.º \| \| Apertura 2003 \| 8.º \| \| Clausura 2003 \| 4.º \| \| Apertura 2004 \| Subcampeón \| \| Clausura 2004 \| 5.º Grupo B \| \| Adecuación 2005 \| 4.º \| \| Apertura 2005 \| 5.º Grupo B \| \| Clausura 2006 \| 11.º \| \| Segundo Torneo 2006 \| 5.º Grupo B \| \| Apertura 2007 \| 8.º \| \| Clausura 2007 \| 5.º Grupo A \| \| Apertura 2008 \| 7.º \| \| Clausura 2008 \| Campeón \| \| Apertura 2009 \| 10.º \| \| Clausura 2009 \| 5.º Grupo B \| \| Apertura 2010 \| 3.º \| \| Clausura 2010 \| 3.º \| \| Adecuación 2011 \| 7.º \| \| Apertura 2011 \| Cuartos de final \| \| Clausura 2012 \| 7.º \| \| Apertura 2012 \| 11.º \| \| Clausura 2013 \| 10.º \| \| Apertura 2013 \| 12.º \| \| Clausura 2014 \| 6.º \| \| Apertura 2018 \| 6.º Grupo B \| \| Clausura 2018 \| 11.º \| \| Apertura 2019 \| 13.º \| \| Clausura 2019 \| 10.º \| \| Apertura 2020 \| 11.º \| \| División Profesional 2021 \| 12.º \| |                  |
| Competencia Nacional |                  |
| Competencia | Posición         |
| Torneo Integrado |                  |
| Torneo Integrado 1955 | 11.º             |
| Torneo Integrado 1956 | 8.º              |
| Torneo Integrado 1957 | Subcampeón       |
| Torneo Integrado 1958 | 4.º              |
| Torneo Integrado 1959 | 4.º              |
| Torneo Mayor de la República 1960 | Subcampeón       |
| Torneo Mayor de la República 1961 | Subcampeón       |
| Torneo Mayor de la República 1963 | Campeón          |
| Copa Simón Bolívar 1964 | Subcampeón       |
| Copa Simón Bolívar 1966 | 8.º              |
| Copa Simón Bolívar 1971 | 6.º              |
| Copa Simón Bolívar 1973 | 6.º              |
| Copa Simón Bolívar 1974 | 5.º              |
| Copa Simón Bolívar 1975 | 7.º              |
| Copa Simón Bolívar 1976 | 6.º              |
| Liga Profesional 1977 | Primera fase     |
| Liga Profesional 1978 | Primera fase     |
| Liga Profesional 1979 | Primera fase     |
| Liga Profesional 1980 | 11.º             |
| Liga Profesional 1981 | Primera fase     |
| Liga Profesional 1982 | Primera fase     |
| Liga Profesional 1983 | Segunda fase     |
| Liga Profesional 1984 | Primera fase     |
| Liga Profesional 1985 | Primera fase     |
| Liga Profesional 1986 | 8.º              |
| Liga Profesional 1987 | Primera fase     |
| Liga Profesional 1988 | 13.º             |
| Apertura 2003 | 8.º              |
| Clausura 2003 | 4.º              |
| Apertura 2004 | Subcampeón       |
| Clausura 2004 | 5.º Grupo B      |
| Adecuación 2005 | 4.º              |
| Apertura 2005 | 5.º Grupo B      |
| Clausura 2006 | 11.º             |
| Segundo Torneo 2006 | 5.º Grupo B      |
| Apertura 2007 | 8.º              |
| Clausura 2007 | 5.º Grupo A      |
| Apertura 2008 | 7.º              |
| Clausura 2008 | Campeón          |
| Apertura 2009 | 10.º             |
| Clausura 2009 | 5.º Grupo B      |
| Apertura 2010 | 3.º              |
| Clausura 2010 | 3.º              |
| Adecuación 2011 | 7.º              |
| Apertura 2011 | Cuartos de final |
| Clausura 2012 | 7.º              |
| Apertura 2012 | 11.º             |
| Clausura 2013 | 10.º             |
| Apertura 2013 | 12.º             |
| Clausura 2014 | 6.º              |
| Apertura 2018 | 6.º Grupo B      |
| Clausura 2018 | 11.º             |
| Apertura 2019 | 13.º             |
| Clausura 2019 | 10.º             |
| Apertura 2020 | 11.º             |
| División Profesional 2021 | 12.º             |

     Campeón.
    Subcampeón.
    Tercer lugar.
     Ascenso.
     Descenso.

### Aurora en competiciones internacionales
| Año  | Competición                    | Ronda            | Rival                | Local | Visita | Global   |
| ---- | ------------------------------ | ---------------- | -------------------- | ----- | ------ | -------- |
| 1964 | Copa Campeones de América 1964 | Fase de grupos   | Cerro Porteño        | 2–2   | 0–7    | 3° lugar |
| 1964 | Copa Campeones de América 1964 | Fase de grupos   | Nacional             | 0–3   | 0–2    | 3° lugar |
| 2004 | Copa Sudamericana 2004         | Segunda fase     | Bolívar              | 1–2   | 1–3    | 2-5      |
| 2009 | Copa Libertadores 2009         | Fase de grupos   | Grêmio               | 1–2   | 0–3    | 4° lugar |
| 2009 | Copa Libertadores 2009         | Fase de grupos   | Universidad de Chile | 1–2   | 0–3    | 4° lugar |
| 2009 | Copa Libertadores 2009         | Fase de grupos   | Boyacá Chicó         | 0–3   | 1–2    | 4° lugar |
| 2011 | Copa Sudamericana 2011         | Segunda fase     | Nacional             | 5–2   | 1–1    | 6-3      |
| 2011 | Copa Sudamericana 2011         | Octavos de final | Vasco da Gama        | 3–1   | 3–8    | 6-9      |
| 2012 | Copa Sudamericana 2012         | Primera fase     | Cerro Largo          | 2–1   | 0–0    | 2-1      |
| 2012 | Copa Sudamericana 2012         | Segunda fase     | Deportivo Quito      | 1–2   | 1–3    | 2-5      |
| 2015 | Copa Sudamericana 2015         | Primera fase     | Sportivo Luqueño     | 1–2   | 1–5    | 2-7      |
| 2024 | Copa Libertadores 2024         | Fase 1           | FBC Melgar           | 1–0   | 1–1    | 2-1      |
| 2024 | Copa Libertadores 2024         | Fase 2           | Botafogo             | 1–1   | 0–6    | 1-7      |
| 2025 | Copa Sudamericana 2025         | Fase preliminar  | Gualberto Villarroel | 0–1   | 0–1    | 0–1      |

## Jugadores

### Plantilla 2025
- Los equipos bolivianos están limitados por la FBF a tener en su plantilla de primera división un máximo de seis futbolistas extranjeros.
- Por disposición de la FBF, se debe considerar la participación obligatoria de un futbolista de la categoría sub-20 y otro de la categoría sub-23 por partido.

### Altas y bajas 2025
| Altas             |               |                        |          |      |
| Futbolista        | Posición      | Procedencia            | Tipo     | Ref. |
| Segundo Semestre  |               |                        |          |      |
| Iván Huayhuata    | Defensa       | San Antonio            | Libre    |      |
| Adriel Fernández  | Mediocampista | San Antonio            | Libre    |      |
| Oswaldo Blanco    | Delantero     | San Antonio            | Libre    |      |
| Guimer Justiniano | Defensa       | Agente libre           | Libre    |      |
| José Verdún       | Delantero     | UTC                    | Libre    |      |
| Huberth Sánchez   | Defensa       | San Antonio            | Préstamo |      |
| Fabio de Lima     | Defensa       | Agente libre           | Libre    |      |
| Jhosep Michel     | Mediocampista | Municipal Tiquipaya    | Libre    |      |
| José Piérola      | Delantero     | Agente libre           | Libre    |      |
| Wesley Junio      | Delantero     | Internacional de Lages | Libre    |      |

| Bajas            |               |                   |                       |      |
| Futbolista       | Posición      | Destino           | Tipo                  | Ref. |
| Segundo Semestre |               |                   |                       |      |
| Jair Reinoso     | Delantero     | TBA               | Rescisión de contrato |      |
| Michael Ortega   | Mediocampista | TBA               | Rescisión de contrato |      |
| Daniel Farrar    | Entrenador    | TBA               | Rescisión de contrato |      |
| Roland Escobar   | Delantero     | Sportivo Ameliano | Rescisión de contrato |      |
| Miguel Mendoza   | Delantero     | TBA               | Rescisión de contrato |      |
| David Robles     | Defensa       | Guabirá           | Rescisión de contrato |      |
| Cristian Enciso  | Defensa       | Tacuary FBC       | Rescisión de contrato |      |
| Luis Cárdenas    | Portero       | Oriente Petrolero | Rescisión de contrato |      |
| Nelson Amarilla  | Defensa       | Nacional Potosí   | Fin de contrato       |      |

### Récords
Estos son los máximos artilleros del club:
| Goleadores         | Goleadores          | Goleadores         | Presencias         | Presencias         | Presencias         |
| ------------------ | ------------------- | ------------------ | ------------------ | ------------------ | ------------------ |
| 1.                 | Jair Reinoso        | 74 goles           | 1.                 | Ivan Huayhuata     | 314 partidos       |
| 2.                 | Hildson Bentes Lira | 65 goles           | 2.                 | Edward Zenteno     | 237 partidos       |
| 3.                 | Vladimir Castellón  | 53 goles           | 3.                 | Luis Barbosa       | 192 partidos       |
| 4.                 | Valdir de Souza     | 34 goles           | 4.                 | Edson Zenteno      | 188 partidos       |
| 5.                 | José Coronado       | 31 goles           | 5.                 | Amílcar Sánchez    | 180 partidos       |
| Ver lista completa | Ver lista completa  | Ver lista completa | Ver lista completa | Ver lista completa | Ver lista completa |

Nota: En negrita los jugadores activos en el club.

### Botines de Oro
| Nombre        | Campeonato                 | Goles |
| ------------- | -------------------------- | ----- |
| Diego Cabrera | Apertura 2007              | 14    |
| Matías Vicedo | Copa Simón Bolívar 2016/17 | 10    |

## Entrenadores

### Cuerpo técnico
El entrenador actual es Daniel Farrar, quien se encuentra en el cargo desde enero de 2025 cuando reemplazo a Sergio Órteman.
Dentro de la gran cantidad de entrenadores que han pasado por el Club Aurora, solo algunos de ellos dejaron huella debido a los logros y títulos que consiguieron. Dos de ellos han podido salir campeones de la Primera División boliviana. Después de varios años, con la creación de la Copa Simón Bolívar que fue el primer torneo nacional boliviano, el equipo llegó a tener su primer título de campeón nacional dirigido por Pacífico Becerra de nacionalidad brasileña en 1963. Mientras que Julio César Baldivieso llevó al club a ganar su segundo campeonato de fútbol en el torneo Clausura 2008.
Destacan también los entrenadores que lo retornaron a primera división: Ricardo Fontana y Roberto Pérez en 2002 y 2017 respectivamente.

### Técnicos campeones
| Entrenador             | Detalle                          | Título(s) |
| ---------------------- | -------------------------------- | --------- |
| Pacífico Becerra       | Primera División de Bolivia 1963 | 1         |
| Ricardo Fontana        | Copa Simón Bolívar 2002          | 1         |
| Julio César Baldivieso | Torneo Clausura 2008             | 1         |
| Roberto Pérez          | Copa Simón Bolívar 2016/17       | 1         |

### Cronología
- Pacífico Becerra (1963)
- Renato Panay (1964)
- Reynaldo Párraga (1977)
- Rigoberto Felandro (1978-1979)
- Reynaldo Párraga (1980)
- José Carlos Trigo (1987)
- Fernando Salinas (2000)
- Oswaldo Cáceres (2001)
- Antonio Batista (2001)
- Ricardo Fontana (2002)
- Julio Alberto Zamora (2003-2004)
- Óscar Villegas (2004)
- Luis Islas (2004)
- Carlos Biasutto (2006)
- Benjamín Robles (2007)
- Julio César Baldivieso (2008)
- Richard Cueto (2009)
- Julio Alberto Zamora (2011)
- Jorge Habegger (2011)
- Mario Rolando Ortega (2012)
- Marcelo Neveleff (2012-2013)
- Víctor Hugo Antelo (2013)
- Sergio Apaza (2013)
- Miguel Ángel Zahzú (2014)
- Roberto Pérez (2018)
- Marcos Ferrufino (2018-2019)
- Thiago Leitão (2019)
- Julio César Fuentes (2019)
- Charles da Silva (2019)
- Francisco Argüello (2019)
- Julio César Baldivieso (2020)
- Sergio Zeballos (2020)
- Humberto Viviani (2021)
- Sergio Zeballos (2021-2022)
- Francisco Argüello (2022)
- Roberto Pérez (2023)
- Mauricio Soria (2023-2024)
- Sergio Órteman (2024-)

## Presidentes
El primer presidente y fundador del club fue Juan Cerruti. Desde entonces, varias fueron las personas que tuvieron la responsabilidad de ocupar ese lugar. Muchos de ellos, aportaron para que esta entidad fuera creciendo con el paso de los años. Los primeros presidentes honorarios de la institución fueron: Timoteo Ferrel de la Fuente, Jacobo Meyer, Israel Ferzt y Juan Iriarte.
En total el Club Aurora ha tenido 35 presidentes a lo largo de su historia.
El actual presidente es Jaime Cornejo quién asumió la presidencia luego de ganar las elecciones el año 2016.

### Autoridades
| Miembros      | Cargo      |
| ------------- | ---------- |
| Mirko Cornejo | Presidente |

Esta es la lista de presidentes que tuvo el Aurora desde su fundación a la actualidad:
| N° | Presidente              | Período     |
| -- | ----------------------- | ----------- |
| 1  | Juan Cerruti            | 1932        |
| 2  | Roberto Prada           |             |
| 3  | Jorge Rojas Tardío      |             |
| 4  | Oscar Suárez Mancilla   |             |
| 5  | Salvador Asbún Sugby    | 1963        |
| 6  | Vladimir Khek           |             |
| 7  | Daniel Milikowski       |             |
| 8  | Guillermo Sotelo        |             |
| 9  | Alberto Alem            |             |
| 10 | Juan Antonio Montecinos |             |
| 11 | Enrique Claros          |             |
| 12 | Ramiro Vargas Tapia     |             |
| 13 | Orlando Beltrán         |             |
| 14 | Fernando Beltrán        |             |
| 15 | Jaime Cavero            | 1985        |
| 16 | Walter Ferrel           |             |
| 17 | Jorge Burgos            |             |
| 18 | Jaime Cavero            | 1996 - 2001 |
| 19 | Rodolfo Acevedo         | 2002        |

| N° | Presidente              | Período       |
| -- | ----------------------- | ------------- |
| 20 | Jorge Urresty           |               |
| 21 | Fernando Antezana       |               |
| 22 | Oliverio Iriarte        |               |
| 23 | Orlando Quiroga Ferrel  |               |
| 24 | Hugo Tapia              |               |
| 25 | Mario Galindo Decker    |               |
| 26 | Héctor Vargas           |               |
| 27 | José Tapia              |               |
| 28 | José Luis Montaño Rico  | 2006          |
| 29 | Héstor Suárez           | 2006          |
| 30 | Fernando Gamboa Achá    | 2006 - 2007   |
| 31 | Arturo Almanza          | 2007 - 2008   |
| 32 | José Luis Montaño Rico  | 2008          |
| 33 | Daniel Soriano          | 2009          |
| 34 | Rodolfo Acevedo         | 2010 - 2012   |
| 35 | Oscar Maldonado Arteaga | 2012 - 2013   |
| 36 | Jaime Ponce Ovando      | 2013- 2014    |
| 37 | Bernardo Pavisic        | 2014 - 2016   |
| 38 | Jaime Cornejo           | 2016-2024     |
| 39 | Sandra Valencia         | 2024          |
| 40 | Mirko Cornejo           | 2025-presente |

## Palmarés
El Club Deportivo Aurora posee en su palmarés 2 títulos de Primera División y 2 torneos de la Copa Simón Bolívar.

### Torneos nacionales (2)
| Competición nacional              | Títulos              | Subcampeonatos                         |
| --------------------------------- | -------------------- | -------------------------------------- |
| Primera División de Bolivia (2/5) | 1963, Clausura 2008. | 1957, 1960, 1961, 1964, Apertura 2004. |
| Copa Simón Bolívar (2/1)          | 2002, 2016/17.       | 2000.                                  |

### Torneos regionales (26)
| Competición regional     | Títulos | Subcampeonatos                                                       |
| ------------------------ | --- | -------------------------------------------------------------------- |
| Primera "A" (AFC) (22/2) | 1938, 1939, 1940, 1941, 1942, 1944, 1946, 1947, 1950, 1954, 1961, 1963, 1964, 1994, 1995, 1996, 1997, 1998, 1999, 2000, 2001, 2002, 2014/15, 2016/17. | 1957, 1958, 1959, 1960, 1965, 1966, 1971, 1974, 1975, 1976, 2015/16. |

### Torneos amistosos
| Competición           | Títulos | Subcampeonatos  |
| --------------------- | ------- | --------------- |
| Copa Cochabamba (1)   | 2023.   |                 |
| Copa Bicentenario (1) | 2019.   |                 |
| Copa Aerosur          |         | 2004, 2011. (2) |

## Hinchada
El Club Aurora ha mantenido a lo largo de su historia una hinchada reconocida como fiel a pesar de las idas y vueltas, no como la más numerosa en hinchas pero sí incondicional. Tradicionalmente la mayoría de los aficionados auroristas se ubican en la tribuna de General del Estadio Félix Capriles.

### Barras organizadas
El Club Aurora posee dos barras organizadas la primera recibe el nombre de Califachos 14, la cual es la Barra brava principal del club se ubican en la Curva Norte del Estadio Félix Capriles. Se fundó el 17 de septiembre de 2010 por un grupo de jóvenes con el objetivo principal de alentar al equipo en todos sus partidos. Los integrantes se caracterizan por su apoyo incondicional al equipo, además de sus grandes recibimientos. En la actualidad, Califachos está conformada por jóvenes provenientes de diversos sectores de la ciudad de Cochabamba y del interior del país, los cuales se dividen en numerosos subgrupos.
El club posee otra barra denominada "Pesada Celeste", se ubican en la recta de General del Estadio Félix Capriles. Al igual que los Califachos esta barra se destaca por su apoyo incondicional al equipo, además han organizado grandes recibimientos.

## Rivalidades

### Clásico Cochabambino

Carlos Áñez y Thabiso Brown durante el duelo Aurora-Jorge Wilstermann de la temporada 2022.

El «Clásico Cochabambino» es uno de los 3 derbis más importantes y tradicionales del fútbol boliviano, en el cual se enfrentan Aurora y Jorge Wilstermann, los dos equipos más importantes de Cochabamba y propiamente los únicos clubes profesionales de dicha ciudad.
- El primer enfrentamiento entre ambos clubes del que se tienen registros periodísticos fue en el torneo integrado, disputado el 19 de junio de 1955, con resultado de empate 2-2.
- La mayor goleada del Aurora en el clásico se produjo en 1961, tras vencer 4-1.
- Las finales de 1960 y 1963, fueron las únicas que definieron en Primera División, la primera ganada por Jorge Wilstermann y la segunda por Aurora, cuando el 10 de noviembre se toma revancha y se proclama campeón tras vencer por 3-1.
- A pesar de que ambos equipos descendieron, Aurora es el único que fue campeón de la Copa Simón Bolívar.

### Otras rivalidades
El club desarrolló una rivalidad con la Academia Deportiva Fancesa, debido a que entre 2000 y 2002, Aurora y Fancesa se enfrentaron en varias ocasiones en la Copa Simón Bolívar.
En la actualidad este partido no se juega debido a que ambos equipos juegan en distintas categorías.

## En la cultura popular

### Canciones dedicadas
Adicionalmente, existen composiciones dedicadas en homenaje al club, la mayoría registradas en los años de gloria del club. Entre las que se pueden citar, "El Gran Aurora", "La Cueca del Aurora", "Celeste es la Gloria", "Dame un Gol", entre otras.

### Clubes en homenaje

#### Fútbol
- Club Deportivo Aurora: fundado el 1 de mayo de 1948 en la ciudad de Oruro por Valerio García, Roberto Calvo, Adrián Hinojosa, Pastor Alanes, René Jiménez, Simón Hinojosa y Jorge Vargas. Desde 2023 jugará en la Primera A de la Asociación de Fútbol Oruro.[70]

## Filiales

### Aurora "B"
El club cuenta con una filial que participa en la Segunda de Ascenso de la Asociación de Fútbol Cochabamba (AFC). Abarca las categorías Infantojuvenil y aficionados, tiene como objetivo preparar jugadores para que formen parte del plantel de honor del club.
- Subcampeón del Torneo de Promoción y Reservas 2011.
- Subcampeón del Torneo de la AFC: 2006.

### Pasión Celeste
El Club Deportivo Pasión Celeste es otra filial del club, fue fundado el 2 de febrero de 2015 y actualmente participa en la Asociación de Fútbol Cochabamba (AFC).
En 2020 logró su ascenso a la primera categoría de la AFC.
Participó en la Copa Simón Bolívar 2023 y 2024, respectivamente

### Fútbol femenino
El equipo de fútbol femenino de Aurora disputa el Campeonato de la Asociación de Fútbol Cochabamba (AFC), equivalente a la tercera división masculina.